# Affaire Jean-Louis Turquin
L'affaire Jean-Louis Turquin est une affaire criminelle qui a débuté à Nice en mars 1991 et concerne la disparition et l'assassinat présumé par son père d'un enfant de huit ans, Charles-Édouard Turquin. Le cadavre n'a jamais été retrouvé.

## Disparition de Charles-Édouard
Le 21 mars 1991 à 7 h 15 du matin, Jean-Louis Turquin téléphone au commissariat central de Nice pour signaler la disparition dans la nuit de son fils, Charles-Édouard Turquin, né le 7 avril 1983. Jean-Louis Turquin, 41 ans, vétérinaire à Nice, vit seul avec son fils dans une grande propriété sur les hauteurs de Nice, la Bastide haute.

## Débuts de l'enquête
Les premières constatations indiquent qu'aucun objet ou effet personnel de l'enfant n'a disparu. La trace de l'enfant relevée par des chiens policiers s'arrête net devant la maison. Délaissant rapidement la piste de la fugue, la police privilégie celle de l'enlèvement familial à la suite de leurs investigations. Les époux Turquin vivent depuis longtemps un mariage chaotique : Michèle Balanger et Jean-Louis Turquin se sont rencontrés à l'École nationale vétérinaire d'Alfort en 1972 et se mettent en ménage en 1973. Depuis quelques années Michèle Turquin qui trouve son mari trop autoritaire entretient des relations extra-conjugales qu'elle ne cache pas à son mari. En janvier 1991, ayant des doutes sur sa paternité, Jean-Louis Turquin fait effectuer des analyses génétiques et apprend qu'il n'est pas le père biologique de Charles-Édouard. En février 1991, lors d'une violente dispute, il agresse avec une bombe lacrymogène son épouse, qui décide de quitter le domicile conjugal. Alors que le couple est en instance de divorce au moment des faits, Jean-Louis Turquin, qui refuse de perdre la garde de l'enfant et de verser une pension alimentaire à sa femme, la presse de revenir, la harcèle et la menace. Il lance à sa femme un ultimatum prenant fin le 20 mars à minuit.

## Avancées de l'enquête et aveux
Dans les jours qui suivent, Michèle Turquin fait part aux policiers de ses soupçons sur son mari. Elle va jusqu'à enregistrer leurs conversations au téléphone. Dans l'une d'entre elles, le 25 avril 1991, Jean-Louis Turquin lui confie que l'enfant est détenu au Maroc et pourrait être libéré en échange de son retour à la Bastide haute. Le 27 avril pendant une relation intime concédée par Michèle Turquin, son mari interrogé par sa femme, avoue avoir tué et enterré son fils dans la commune de Lucéram. Le juge d'instruction mis au courant convainc Michèle Turquin d'obtenir des aveux enregistrés sur cassette. Le 6 mai 1991, au cours d'une nouvelle relation intime enregistrée sur cassette, à la question de sa femme « Mais pourquoi l'as-tu étranglé plutôt qu'autre chose ?», Turquin répond « Si j'avais pris un canif, il y aurait eu du sang partout ». Sur la base de cet aveu enregistré, Jean-Louis Turquin est inculpé d'assassinat et incarcéré le 13 mai 1991. Remis en liberté le 14 février 1992, neuf mois plus tard, dans l'attente de son procès, Turquin fait imprimer des affichettes proposant 100 000 francs de récompense à qui retrouverait la trace de son fils, et engage un détective pour enquêter en Israël. En effet le père biologique de l'enfant serait un Américain d'origine tchèque et de religion juive, Moïse Ber Edelstein (marginal niçois qui a été dans sa jeunesse danseur à l'opéra de Nice) que Michèle a rencontré dans son cabinet vétérinaire. Grâce à lui, elle s'était fait des relations en Israël. La justice reporte le procès pour complément d'information. Le détective trouve des coiffeurs israéliens qui déclarent avoir vu l'enfant accompagné d'une femme et les convainc de venir en France pour témoigner au procès. Des policiers français font le voyage pour interroger ces témoins sur commission rogatoire. Sans résultat probant.
Le 24 décembre 1993, Moïse Ber Edelstein est retrouvé noyé près du vieux port de Nice, affublé d’étranges cuissardes de pêcheur à la ligne.

## Procès
Le procès s'ouvre le 17 mars 1997. Ses avocats sont Jacques Peyrat, le maire de Nice, et Jean-Marc Varaut. Au premier jour sont examinées la vie tumultueuse du couple Turquin et les aventures extraconjugales de Michèle Turquin. L'accusation insiste sur la froideur de l'accusé le jour même de la disparition. Au deuxième jour sont présentées les cassettes des aveux qui se révèlent d'un effet désastreux pour la défense de Turquin. Celui-ci explique qu'il s'agissait d'un « jeu de rôle » visant à lui dire ce qu'elle souhaitait entendre dans l'espoir de la reconquérir. En riposte, la défense exploite la piste israélienne, qui apparaît au fil des débats peu fiable et très fragile. À l'issue des audiences, l'avocat général requiert la réclusion criminelle à perpétuité. Le 21 mars 1997, six ans après la disparition de son fils, Jean-Louis Turquin est condamné à vingt ans de prison. Le 9 avril 1997, la chambre d'accusation de la cour d'appel rejette sa demande de remise en liberté. Deux ans plus tard, en juillet 1999, Jean-Louis Turquin dépose une requête en révision. Malgré l'espoir suscité par une nouvelle piste en Israël, où un enquêteur aurait retrouvé dans une école rabbinique un adolescent du même âge que Charles-Édouard, né comme lui à Nice, avec la même couleur des yeux et des cheveux et qui, de plus, parlerait avec un fort accent européen, le 14 mai 2001 la requête en révision est rejetée.
En 2003, nouveau rebondissement : un détenu affirme avoir recueilli des confidences d'un autre détenu lui avouant avoir une nuit renversé mortellement sur les hauteurs de Nice un enfant en pyjama qui aurait ensuite été incinéré dans une cimenterie. Mais il refuse de dénoncer son codétenu sans obtenir en contrepartie une libération. Devant ces exigences extravagantes, le procureur ne manque pas de dénoncer une simple manipulation pour obtenir une remise en liberté.
Le 11 juillet 2006, le tribunal d'application des peines de Bastia prononce la libération conditionnelle de Jean-Louis Turquin. Il est libéré du centre de détention de Casabianda (Haute-Corse) le 18 juillet.
Michèle Turquin meurt d'une crise cardiaque à Marseille le 8 janvier 2014 à l'âge de 61 ans après avoir vécu, d'après son ex-mari, en compagnie d'un Juif orthodoxe. Elle n'a entrepris aucune démarche pour faire reconnaître le décès de son fils. L'héritage des sommes qu'elle a perçues à sa séparation (Jean-Louis Turquin évoque 1 million d'euros) n'a pu être tracé par Jean-Louis Turquin.

## Assassinat de Jean-Louis Turquin
En juin 2000, Jean-Louis Turquin épouse en prison Nadine, professeur de fitness qui l'a rencontré au parloir. Le couple s’installe en 2010 sur l’île de Saint-Martin, aux Antilles. Le 7 janvier 2017, il est retrouvé mort, avec un impact de balle dans le dos, dans son domicile de Saint-Martin. C'est son épouse Nadine Turquin qui, au retour d'un restaurant où elle vient de fêter son anniversaire, trouve le corps de son mari, allongé sur le dos, dans une flaque de sang, à même le carrelage dans sa chambre. La rumeur locale parle d'un cambriolage qui aurait mal tourné, mais la piste d'un règlement de comptes ou d'une vengeance n'est pas exclue.
En 2017, Nadine Turquin est mise en examen et écrouée pour le meurtre de son mari.
Le 21 juin 2019 la Cour d’appel de Basse-Terre revient sur cette mise en examen car, selon son avocat Me Olivier Morice, « un troisième rapport d’experts, remis en février 2019, invalide les conclusions du juge d’instruction en indiquant que les traces de poudres sur ses mains pouvaient venir par contamination au contact de son époux abattu ». Nadine Turquin passe sous le statut de témoin assisté. Elle bénéficie finalement d’une ordonnance de non-lieu au printemps 2020.

### Documentaires télévisés
- « Jean-Louis Turquin, voyage au bout de la haine » le 14 août 2003 dans Faites entrer l'accusé présenté par Christophe Hondelatte sur France 2.
- « Le mystère Turquin : un enfant a disparu » le 5 février 2006 dans Secrets d'actualité sur M6, puis le 11 mars 2009 dans Enquêtes criminelles : le magazine des faits divers sur W9.
- « L'affaire Turquin » (premier reportage) le 2 août 2010 dans Affaires criminelles sur NT1.
- « Affaire Turquin » (premier reportage) le 10 octobre 2015 dans Chroniques criminelles sur NT1.
- « L'affaire Turquin » le 5 février 2017 dans Sept à huit sur TF1.
- « Le mystère Turquin » le 26 juin 2017 dans Crimes sur NRJ 12.
- « Affaire Turquin, l'enfant de la discorde » le 8 octobre 2022 dans Au bout de l'enquête, la fin du crime parfait ? sur France 2.